# Saint-Pierre-Eynac
Saint-Pierre-Eynac is een gemeente in het Franse departement Haute-Loire (regio Auvergne-Rhône-Alpes). De plaats maakt deel uit van het arrondissement Le Puy-en-Velay. Saint-Pierre-Eynac telde op 1 januari 2022 1.250 inwoners.

## Geografie
De oppervlakte van Saint-Pierre-Eynac bedroeg op 1 januari 2022 23,99 vierkante kilometer; de bevolkingsdichtheid was toen 52,1 inwoners per km².

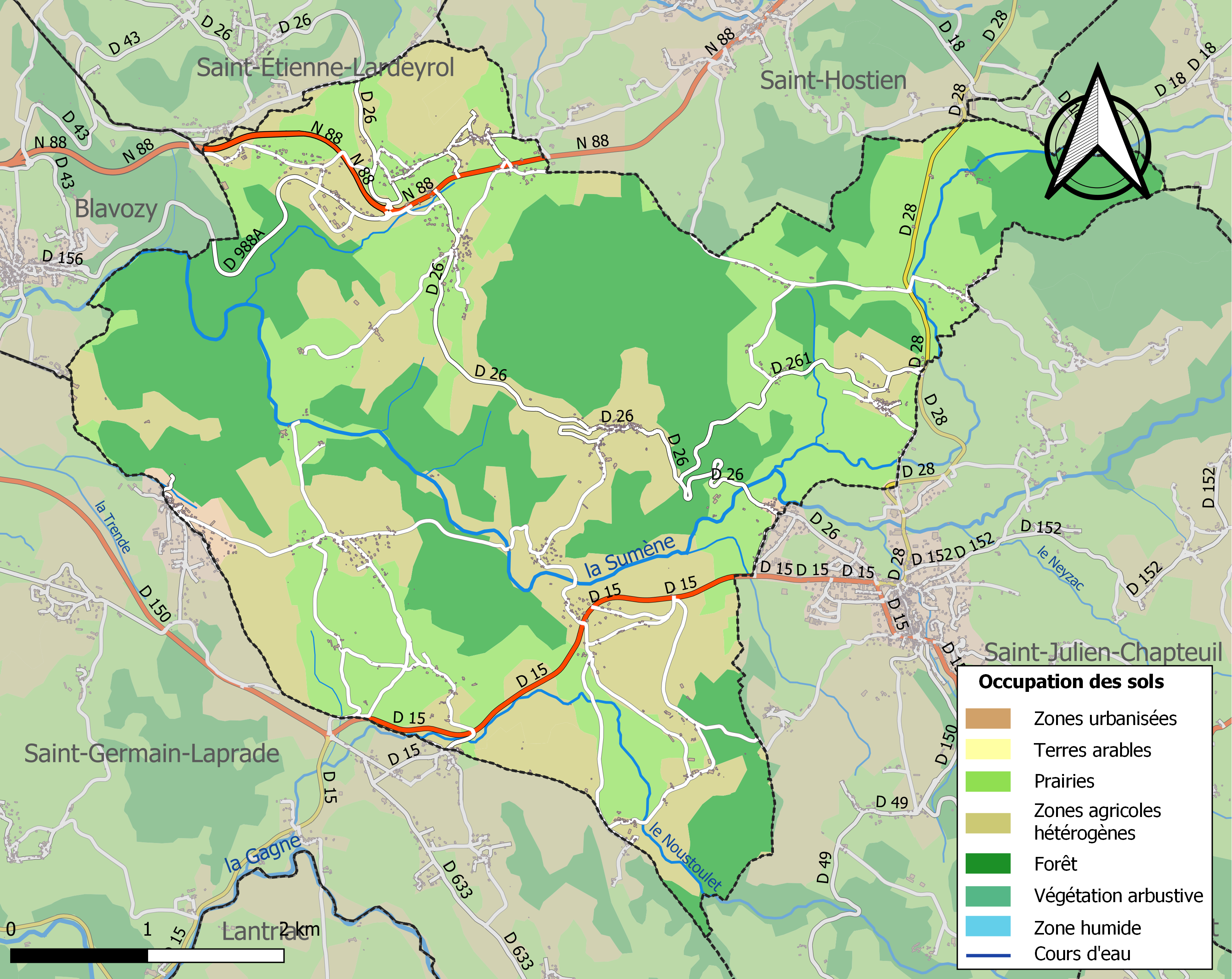
Kaart van de gemeente met de belangrijkste infrastructuur, bodemgebruik en omliggende gemeenten

## Demografie
Onderstaande figuur toont het verloop van het inwonertal (bron: INSEE-tellingen).